# フリーライフ (気球)
フリーライフ（Free Life：登録番号 N2079）は1970年に大西洋横断飛行に挑戦して失敗した気球である。1970年9月20日にアメリカ合衆国ニューヨーク州から出発したが、30時間後装置の故障で遭難し、3人の乗員は行方不明になった。
気球で大西洋を横断するという冒険を思いついたのは、ロドニー・アンダーソンとその妻のパメラ・ブラウンで、パメラは親族にケンタッキー州知事やKFCの経営者をもつ女性である。大西洋横断後にその経験を書いた本を出版して、冒険にかかった費用を回収しようという計画であった。経験豊富なイギリス人気球乗りのマルコム・ブライトンが雇われた。ブライトンはフリーライフの飛行が100回目の飛行になるパイロットで、ヨーロッパで多くの熱気球を製作した経験を持っていた 。
ヘリウム気球と熱気球の組み合わせで作られるロジェ気球は、ヘリウムの気球の下部に円錐形の熱気球を設けて、バーナーで空気を加熱することによって、ヘリウムの放出やバラストの投棄することなしに高度の調整をすることができ、夜間に温度が低下し、浮力が低下するのを防ぐするために加熱が使用される構想であった。
構想から4年ほど延期されて、ブライトンに対して多くの気球乗りが計画に反対したが、1970年9月20日にニューヨーク州イーストハンプトンの牧草地から出発した。天候は完璧で、黄色、白、オレンジ色の巨大な気球は1,500人の見送りを受けて出発した。
悲劇は出発から30時間後に起こった。空気を加熱するシステムが故障し、2日目の夜に高度を維持することができなくなった。ニューファンドランド島の南西約1000kmで寒冷前線に遭遇し、激しい風雨に気球はさらされた。フリーライフからの最後の交信は9月21日に、脱出をすることを告げ救助を要請する内容で発せられた。沿岸警備隊の船3隻とカナダ空軍の航空機、アメリカ海軍と沿岸警備隊の飛行機6機が7日にわたって捜索が行われたが、ゴンドラの部品が発見されただけだった。
1978年の8月に「ダブルイーグルII」でベン・アブラッゾ、マキシー・アンダーソン、ラリー・ニューマンが気球による大西洋横断飛行に成功するまで、10回の挑戦が行われた。1974年2月にアメリカ陸軍予備役のThomas Leigh Gatch, Jrが「ライト・ハート」で行方不明になった。